# 1. državni zbor Republike Slovenije
Prvo mandatno obdobje Državnega zbora Republike Slovenije se je začelo po volitvah leta 1992, ko se je iztekel mandat Skupščini Republike Slovenije. Konstitutivna seja je bila 23. decembra 1992, na kateri so potrdili mandate poslank in poslancev ter izvolili vodstvo (predsednika in dva podpredsednika).
Do izvolitve predsednika je konstitutivno sejo vodil najstarejši poslanec, France Bučar. Prvi predsednik Državnega zbora je postal Herman Rigelnik.
Največ sedežev v parlamentu je prejela Liberalno-demokratska stranka (LDS), in sicer 22. Sledili so Slovenski krščanski demokrati (SKD) s 15 sedeži in Združena lista (ZL) s 14 sedeži. Te stranke so na začetku mandatnega obdobja oblikovale koalicijo, skupaj so imele 51 sedežev v parlamentu. Poslanske sedeže so prejele tudi naslednje stranke, ki so sestavljale opozicijo: Slovenska nacionalna stranka (SNS), ki je imela 12 sedežev, Slovenska ljudska stranka (SLS) 10 sedežev, Demokrati – Demokratska stranka (DS) 6 sedežev, Zeleni Slovenije (ZS) 5 sedežev in Socialdemokratska stranka Slovenije (SDSS) 4 sedeže. Opozicijskih poslancev je bilo skupaj 37. Sedeže v parlamentu je dobilo osem političnih strank, poleg njih pa tudi predstavnika narodnih skupnosti (italijanske in madžarske, vsak po en sedež), ki jima poslanski mesti pripadata že po ustavi.
Prvo mandatno obdobje je zaznamovalo več sprememb tako v koaliciji in opoziciji kot tudi v sestavi poslanskih skupin. Ob koncu mandatnega obdobja sta  koalicijo sestavljali le dve stranki, in sicer LDS s 23 poslanci in SKD s 16 poslanci; koalicija je tako štela 39 poslancev. Na strani opozicije je nastala nova poslanska skupina Slovenska nacionalna desnica (SND). Poslanci so oblikovali tudi skupino samostojnih poslancev, dva poslanca pa sta ostala samostojna. Značilnosti prvega mandata so številni prestopi med poslanskimi skupinami in tudi oblikovanje nekaterih novih poslanskih skupin. Spremembe so bile tudi v vodstvu parlamenta. Približno sredi mandatnega obdobja  je prvi predsednik Državnega zbora odstopil s funkcije in septembra 1994 ga je nadomestil nov predsednik, ki je opravljal funkcijo do konca mandatnega obdobja.
Mandat se je iztekel 28. novembra 1996, ko je bil ustanovljen 2. državni zbor Republike Slovenije.

## Predsednik Državnega zbora
- Herman Rigelnik (23. december 1992–14. september 1994)
- Jožef Školč (16. september 1994–28. november 1996)

## Podpredsedniki Državnega zbora
- Miroslav Mozetič (23. december 1992–28. november 1996)
- Lev Kreft (23. december 1992–28. november 1996)
- Vladimir Topler (3. marec 1993–28. november 1996)

## Delo
V prvem mandatnem obdobju je imel Državni zbor 40 rednih sej v trajanju 338 dni ter 53 izrednih sej, ki so skupaj trajale 90 dni. Na teh sejah so sprejeli dva ustavna zakona, 242 zakonov, 131 zakonov o ustavnih spremembah oziroma dopolnitvah zakona, 200 zakonov o ratifikaciji, 19 aktov o notifikaciji, 6 obveznih razlag, 4 poslovnike, 4 nacionalne programe, 6 resolucij, 2 deklaraciji, 669 odlokov, 26 sklepov, 7 proračunov in sorodnih aktov, 6 odreditev parlamentarnih preiskav in 175 drugih aktov.
Med letoma 1992 in 1996 je bilo vloženih 10 interpelacij, vendar jih je le sedem prišlo na dnevni red, druge se na dnevni red niso uvrstile, ker niso bile vložene v skladu s Poslovnikom državnega zbora in ustavo Republike Slovenije.

## Preiskovalne komisije
V prvem mandatnem obdobju Državnega zbora je bilo ustanovljenih šest preiskovalnih komisij:
- Preiskovalna komisija o sumu zlorabe javnih pooblastil v poslovanju podjetij HIT d.o.o., Nova Gorica, Elan, Slovenske železarne, banke, ki so v sanacijskem postopku pri dodelitvi koncesij za uvoz sladkorja tudi za potrebe državnih rezerv
- Preiskovalna komisija o raziskovanju povojnih množičnih pobojev, pravno dvomljivih procesov in drugih tovrstnih nepravilnosti
- Preiskovalna komisija za parlamentarno preiskavo o vpletenosti in odgovornosti nosilcev javnih funkcijv zvezi z najdbo orožja na mariborskem letališču
- Preiskovalna komisija o domnevnem škodljivem in nezakonitem ter neustavnem delovanju in poslovanju Izvršnega sveta Skupščine mesta Ljubljana, izvršnih svetov Skupščin občin Postojna, Trbovlje in Izola ter vseh tistih izvršnih svetov skupščin občin, pri katerih delovanju so bile s strani Službe družbenega knjigovodstva ali drugih pristojnih državnih organov ugotovljene nepravilnosti in nezakonitosti, ter o sumu zlorabe pooblastil nekaterih javnih funkcionarjev in drugih tovrstnih nepravilnosti
- Preiskovalna komisija o preiskavi politične odgovornosti posameznih nosilcev javnih funkcij v izvršnih svetih občin in republike za razkroj gospodarskega sistema Iskre
- Preiskovalna komisija o politični odgovornosti posameznih nosilcev javnih funkcij za aretacije, obsodbe ter izvršitev obsodb proti Janezu Janši, Ivanu Borštnerju, Davidu Tasiču in Franciju Zavrlu

## Poslanci
Tekom mandata je poslanske skupine zamenjalo oz. zapustilo več poslancev
- Leo Šešerko (iz Zelenih; sprva ESS, nato pa v LDS),
- Peter Tancig (iz Zelenih; sprva ESS, nato pa v LDS),
- Janko Predan (iz Zelenih; sprva ESS, nato pa v LDS),
- Vladimir Topler (iz Zelenih; sprva ESS, nato pa v LDS),
- Bojan Korošec (iz Zelenih; sprva ESS, nato pa v LDS),
- Igor Bavčar (iz DS v LDS),
- Igor Omerza (iz DS v LDS),
- France Bučar (iz DS v DSS - DS),
- Tone Peršak (iz DS v DSS - DS),
- Danica Simšič (iz DS v DSS - DS),
- Sašo Lap (iz SNS v SND),
- Marijan Poljšak (iz SNS v SND; nato pa k PS samostojnih poslancev),
- Marjan Stanič (iz SNS v SND),
- Ivan Verzolak (iz SNS v SND),
- Brane Eržen (iz SNS k PS samostojnih poslancev),
- Jožef Kopše (iz SNS k PS samostojnih poslancev),
- Andrej Lenarčič (iz SNS k PS samostojnih poslancev),
- Irena Oman (iz SNS v SLS),
- Štefan Matuš (iz SNS v SLS),
- Ljerka Bizilj (iz LDS k PS samostojnih poslancev),
- Janez Jug (iz LDS k PS samostojnih poslancev) in
- Janez Vindiš (iz SLS k SKD).